# Eois chrysocraspedata
Eois chrysocraspedata är en fjärilsart som beskrevs av W. Warren 1897. Eois chrysocraspedata ingår i släktet Eois och familjen mätare. Inga underarter finns listade i Catalogue of Life.